# Miguel Ángel Ruiz
Don Miguel Ángel Ruiz (* 27. srpna 1952 Guadalajara), známý také jako Don Miguel Ruiz, je mexickým autorem knih o neošamanismu a spiritualitě New Age.

## Život
Miguel Ruiz mluví anglicky; často přednáší ve Spojených státech amerických a mnozí z jeho studentů jsou Američané. V roce 2002 dostal silný infarkt a strávil devět týdnu v kómatu. Postupem času se zotavil, ačkoli následujících osm let po infarktu prožil v bolestech. Linii původu předků z rodu Rytířů orla předal Ruiz svému synovi Donu Josému Ruizovi.
 9. října 2009 podstoupil Miguel Ruiz transplantaci srdce v Los Angelské nemocnici v Kalifornii. Když se dozvěděl o vhodném srdci k transplantaci, byl právě na soustředění ve Wimberley v Texasu. Musel si tedy najmout letadlo a co nejrychleji se dostat zpátky do Los Angeles. 31. října 2012 navštívil Českou republiku a v Paláci kultury pořádal společně se svým synem (Don Chose Ruiz) seminář na téma Čtyři dohody. Zdržel se až do 1. listopadu, kdy se vydal znovu na cestu v rámci svých přednášek po Evropě. 21. 12. 2012 pořádá výpravu do Teotihuacanu, související s koncem mayského kalendáře a počátkem nové éry, která se podle Mayů rodí právě v tento den.

## Dílo
Jeho nejznámější a zároveň nejvýznamnější publikací je kniha Čtyři dohody, která byla poprvé vydaná v roce 1997 a prezentuje se jakožto praktický průvodce osobní svobodou skrze moudrost starých Toltéků.
Ruiz ke Čtyřem dohodám napsal také pracovní knihu, která poprvé vyšla v roce 1999. Mimo jiné je autorem knih Hlas poznání, Modlitby: spojení s naším Stvořitelem a Umění lásky. Později ke své stěžejní knize napsal dodatek nazvaný Pátá dohoda, který vyšel v roce 2008.
V knize Přestaň se bát od Mary Carroll Nelson mluvil Ruiz v řadě rozhovorů o některých ze svých přesvědčení. Patří mezi ně například legenda o Atlantidě, názor, že 11. ledna 1992 vstoupilo Slunce do šestého věku (což by pro lidstvo mělo znamenat vstup do nové epochy) nebo víra ve spirituální moc Sluneční pyramidy v Teotihuacánu.

## Publikace
- Čtyři dohody: Praktický průvodce osobní svobodou (Toltécká kniha moudrosti), 1997, Amber-Allen Publishing, ISBN 978-1-878424-31-0
- Umění lásky – Praktický průvodce Umění lásky, 1999, Amber-Allen Publishing, ISBN 978-1-878424-42-6
- Čtyři dohody – Praktický průvodce osobní svobodou, Toltécká kniha moudrosti [Zvláštní vydání], 2001, Amber-Allen Publishing, ISBN 1878424505
- Modlitby – spojení s naším Stvořitelem, 2001, Amber-Allen Publishing, ISBN 978-1-878424-52-5
- Čtyři dohody – Kniha moudrosti starých Toltéků, 2003, Peter Pauper Press, ISBN 088088990X
- Umění lásky – Moudrost Toltéků 48 inspiračních karet, 2003, Peter Pauper Press, ISBN 0880884258
- Hlas poznání – Cesta vnitřního míru, 2004, Amber-Allen Publishing, ISBN 978-1-878424-54-9
- Pátá dohoda – Praktický průvodce cestou sebeovládání, 2010, Amber-Allen Publishing, ISBN 978-1-878424-68-6